# روتیلیانو
روتیلیانو (به ایتالیایی: Rutigliano) یک کومونه در ایتالیا است که در استان باری واقع شده‌است. روتیلیانو ۵۳ کیلومتر مربع مساحت و ۱۸٬۱۰۸ نفر جمعیت دارد و ۱۲۵ متر بالاتر از سطح دریا واقع شده‌است.